# ザ・ケーブ
『ザ・ケーブ』（The Cave）は、フェラス・ファヤード監督による2019年のシリア・デンマークのドキュメンタリー映画である。ファヤードの『アレッポ 最後の男』との関連作でもあるこの映画は内戦下のシリアで「ケーブ」と呼ばれる仮設病院を運営している医師のアマニ・バロアを取り上げている。2019年9月5日に第44回トロント国際映画祭でプレミア上映された。

## 評価
Rotten Tomatoesでは62件のレビューに基づいて支持率は97%、平均点は8.34/10となり、「メッセージと同じくらい強力な画面を備えた強烈なドキュメンタリーである『ザ・ケーブ』は悲痛なほど差し迫った質問を投げかけ、観客が答えられるようにしている」とまとめられた。Metacriticでは21件のレビューで加重平均値は83/100となった。

### 受賞とノミネート
| 映画祭・賞         | 部門                       | 候補                                                                         | 結果       | 参照  |
| ------------------ | -------------------------- | ---------------------------------------------------------------------------- | ---------- | ----- |
| トロント国際映画祭 | ドキュメンタリー部門観客賞 | フェラス・ファヤード                                                         | 受賞       | [ 8 ] |
| アカデミー賞       | 長編ドキュメンタリー映画賞 | フェラス・ファヤード、シグリッド・ディカイエール、クリスティン・バーフォード | ノミネート | [ 9 ] |